# 第五航空戦隊
第五航空戦隊（だい5こうくうせんたい）とは、日本海軍の部隊の1つ。太平洋戦争開戦直前の1941年（昭和16年）9月1日に編成された空母機動部隊。略称は五航戦。

## 概要
当時の日本海軍の空母建造技術の粋を集めた最新鋭艦、翔鶴型航空母艦2隻（翔鶴、瑞鶴）を旗艦とする。その他に春日丸級特設航空母艦(大鷹型航空母艦)「春日丸(大鷹)」、瑞鳳型航空母艦（剣埼型潜水母艦改造軽空母）「瑞鳳」、護衛の吹雪型駆逐艦「朧」、第18駆逐隊2隻（霰、陽炎）、陽炎型駆逐艦「秋雲」、第27駆逐隊（時雨、白露、有明、夕暮）等が所属もしくは指揮下に入った。
五航戦が参加した主要作戦（海戦）は、真珠湾攻撃（昭和16年12月上旬）、ラバウル攻略作戦支援（昭和17年1月下旬）、日本本土周辺警戒（昭和17年2月～3月）、セイロン沖海戦（昭和17年4月上旬）、珊瑚海海戦（昭和17年5月上旬）など。珊瑚海海戦で「翔鶴」は大破する。健在の「瑞鶴」も航空隊の消耗甚大のためミッドウェー作戦には参加せず、内地で待機した。
6月上旬のミッドウェー海戦で、日本海軍は主力空母4隻と重巡三隈を喪失する。これに伴う艦隊再編にともなって五航戦は解隊され、所属3隻（翔鶴、瑞鶴、瑞鳳）は新たに編成された第三艦隊・第一航空戦隊に所属する。緒戦期の実戦参加を通じ実力を向上し、大日本帝国海軍の中心戦力に成長した。

## 練度
五航戦の航空機搭乗員の充員が完了したのは1941年（昭和16年）10月初旬であり、真珠湾攻撃のために10月から鹿児島湾で行われた訓練にも参加できず基礎訓練を実施していた。航空隊の練度については同じく第一航空艦隊を形成していた第一航空戦隊の空母2隻（赤城、加賀）、第二航空戦隊の2隻（蒼龍、飛龍）に及ばないものとして扱われた。このため、空母機動部隊としての行動時には、容易な陸上攻撃を担任させられた。幾度かの作戦に従事して練度は向上したが、夜間の発着艦や夜間攻撃の訓練は行っていない。
珊瑚海海戦での航空機の大量損失も搭乗員の練度の低さが原因とされた。また珊瑚海海戦は日本側認識では大勝利だったため、第一航空艦隊では「妾の子でも勝てた」と評し、一航戦・二航戦ならば「米空母など問題にならない」と広言する者も多かったという。「最も技量の低い五航戦で互角ならば、それよりはるかに優れる一航戦・二航戦にかかれば米空母部隊など鎧袖一触」との楽観的気運・自惚れ・慢心は、航空隊関係者だけでなく、連合艦隊や軍令部などを含め日本海軍全体に広まっていたとみられる。
ただし「赤城」から1941年5月「翔鶴」の戦闘機隊に異動した小町定は「陸上基地から配置転換されたばかりで、練習不足の者も数人はいましたが、他艦で訓練を積んでから異動して来た者もおり、必ずしも全員が練度不足というわけではない」と書いている。

## 歴史

### 太平洋戦争以前
ワシントン海軍軍縮条約により航空母艦（空母）建造を制限された大日本帝国海軍は、有事において大型貨客船を空母に改造することを計画していた。この方針に基づき海軍が関与して建造されたのが、日本郵船の浅間丸級貨客船3隻（浅間丸、秩父丸、龍田丸）である。日本海軍が想定していた第五航空戦隊は、この浅間丸級特設航空母艦3隻と、峯風型駆逐艦の「秋風」と「羽風」であった（昭和10年11月12日案）。
1941年（昭和16年）9月1日、日本海軍は第五航空戦隊を正式に編制、原忠一少将を第五航空戦隊司令官に任命する。初代旗艦は春日丸級特設航空母艦1番艦「春日丸〈大鷹〉」となる。
五航戦は第一航空艦隊に編入された。
9月8日、南雲忠一中将は第一航空艦隊旗艦を空母「翔鶴」から「赤城」に変更する。9月10日、第五航空戦隊旗艦は「春日丸」から「翔鶴」に交代した。
9月12日に内示された昭和17年度海軍戦時編制によれば、第一航空戦隊を翔鶴型航空母艦2隻（翔鶴、瑞鶴）と第11駆逐隊（吹雪、白雪、初雪）で再編、それまでの一航戦（赤城、加賀）は第51駆逐隊（白雲、薄雲）と共に第五航空戦隊となる予定であった。だが、この編制を実施する前に、日本海軍は太平洋戦争に突入する。
9月25日、翔鶴型2番艦「瑞鶴」が竣工、同日付で第五航空戦隊に編入、「春日丸」は第四航空戦隊に転出した。ここに五航戦の主力艦が揃う。連合艦隊はハワイ奇襲作戦を強力に推し進め、軍令部もハワイ作戦を了承するに至った。
また五航戦の随伴駆逐艦は吹雪型駆逐艦「朧」1隻だったが、
9月27日付で陽炎型駆逐艦19番艦「秋雲」が編入され、五航戦所属駆逐艦は2隻（朧、秋雲）となる。だが「朧」は南洋部隊（指揮官井上成美第四艦隊司令長官）の指揮下に入り、グァム島攻略部隊として11月末には小笠原諸島に進出する。開戦と共にグアム島攻略作戦に参加した。グァム島占領後も「朧」は南洋部隊として行動を続け、第五航空戦隊（瑞鶴、翔鶴、秋雲）および南雲機動部隊とは別行動となる。
11月14日、原司令官は五航戦旗艦を「翔鶴」から「瑞鶴」に変更した。11月26日、南雲機動部隊は択捉島の単冠湾を出撃した。

### 真珠湾攻撃時の編成
太平洋戦争開戦時の五航戦（翔鶴、瑞鶴）常用（括弧内補用）搭載機は、各艦とも艦戦18（3）、艦爆27（3）、艦攻27（3）、常用72（補用9）であった。第一次攻撃隊では第二集団急降下爆撃隊と、第三集団制空隊のうち第五制空隊と第六制空隊を担った。
第二集団急降下爆撃隊はフォード島のヒッカム飛行場とホイラー飛行場への攻撃を担当した。使用機材は九九式艦上爆撃機。高橋赫一少佐が指揮官であった。翔鶴の第十五攻撃隊は26機で攻撃隊指揮官は高橋赫一少佐が兼任した。瑞鶴の第十六攻撃隊は25機で攻撃隊指揮官は坂本明大尉が担当した。真珠湾攻撃における航空攻撃の初弾は第二集団急降下爆撃隊がホイラー飛行場に投下した250kg爆弾である。
第五制空隊と第六制空隊はカネオヘ航空基地上空の制空を担当した。使用機材は零式艦上戦闘機。瑞鶴の第五制空隊は6機で指揮官は佐藤正夫大尉。翔鶴の第六制空隊は5機で指揮官は兼子正大尉。
第二次攻撃隊では第一集団水平爆撃隊を担った。使用機材は九七式艦上攻撃機。嶋崎重和少佐が指揮官であった。翔鶴の第六攻撃隊は27機で指揮官は嶋崎重和少佐が兼任し、カネオヘ航空基地への攻撃を担当した。瑞鶴の第五攻撃隊は27機で指揮官は市原辰雄大尉。フォード島のカネオヘ飛行場への攻撃を担当した。

### 南東方面作戦
1942年（昭和17年）1月1日、五航戦の搭載機は艦戦18、艦爆18、艦攻18の常用計54機に削減された。1月中旬にトラック泊地へ進出した。同月20日、南雲機動部隊は

ラバウルとカビエンに空襲を敢行、南洋部隊（指揮官は井上成美第四艦隊司令長官）のラバウル攻略作戦を支援する（ラバウルの戦い）。
続いて五航戦はニューギニア島東部（マダン、ラエ・サラマウア）に空襲をおこなった。1月末、五航戦は第二十四航空戦隊（千歳航空隊）九六式艦上戦闘機のトラック泊地～ラバウル進出に協力した。「翔鶴」は機動部隊の航空機を補充するため横須賀に帰投した。
2月1日、米軍空母機動部隊は南洋諸島の日本軍基地に空襲を敢行する（マーシャル・ギルバート諸島機動空襲）。
空母3隻（赤城、加賀、瑞鶴）を基幹とする南雲機動部隊はトラック泊地を出撃、東進した。2月3日、マーシャル諸島進出を中止して反転する。2月8日、南雲機動部隊は南方部隊（指揮官近藤信竹第二艦隊司令長官）に編入され、同日午前9時パラオ諸島に到着した。

### 米軍機動部隊警戒
一方、日本本土の連合艦隊は「対米国艦隊第三法」（アメリカ艦隊の機動に対する作戦要領）を発令して、本土東方海面の警戒強化を企図した。2月8日（連合艦隊電令作第64号）をもって五航戦を基幹戦力とする連合艦隊附属航空部隊を編成する。
同日夜には、第一艦隊司令長官高須四郎中将を指揮官とする警戒部隊が編成された（連合艦隊電令作第69号）
。
警戒部隊の戦力は、第二戦隊（伊勢、日向、扶桑、山城）、第九戦隊（北上、大井）、第三航空戦隊（鳳翔、瑞鳳、三日月、夕風）、附属航空部隊（瑞鶴、翔鶴、秋雲、霰、陽炎）、第27駆逐隊第1小隊（時雨、白露）、駆逐艦「矢風」であった。
附属航空部隊のうち2隻（翔鶴、陽炎）は横須賀から三河湾に移動し、3隻（瑞鶴、秋雲、霰）は2月9日にパラオを出発し13日横須賀に到着した。附属航空部隊は内地に揃い、敵機動部隊出現に備えた。日本列島本土東方海面を警戒したが特に異状はなく、対米国艦隊第三法は2月15日に解除された。
2月24日、空母エンタープライズ (USS Enterprise, CV-6) を基幹とする第16任務部隊はウェーク島に空襲と艦砲射撃をおこい、つづいて南鳥島にむかった。
その後、特に何事もなかったので五航戦（翔鶴、瑞鶴、秋雲、陽炎、霰）は連合艦隊電令作第80号（3月3日1440発令）により3月5日付で機動部隊に復帰することになった。
3月4日、第16任務部隊は南鳥島を空襲する。同日19時30分、連合艦隊はGF電令作第81号を令し、内地在泊の警戒部隊、五航戦、北方部隊、横須賀鎮守府部隊に対処を命じた。
3月5日午前7時30分、駆逐艦「時雨」が「横須賀の110度360浬に国籍不明の飛行機13機 西航す」と報告した。連合艦隊の命令により横須賀在泊の3隻（翔鶴、陽炎、秋雲）は出撃したが、味方機の誤報とわかり帰投した。
3月7日午前11時、連合艦隊は五航戦（朧欠）と駆逐艦2隻（陽炎、霰）に対する待機を解いた。五航戦のうち翔鶴隊（翔鶴、陽炎、秋雲）は同日のうちに東京湾を出発、瑞鶴隊（瑞鶴、霰）は8日に内海西部出発、洋上で合流しインド洋方面作戦に向かった。
3月10日夕刻にはウェーク島北方600浬に敵機動部隊の兆候があり、折しも第11任務部隊の空母レキシントン (USS Lexington, CV-2) と第17任務部隊の空母ヨークタウン (USS Yorktown, CV-5) によるラエ・サラモアへの空襲が起きたばかりだった。
五航戦は小笠原諸島方面の警戒を下令される。第一艦隊司令長官が指揮する警戒部隊も桂島泊地を出撃、五航戦との合同を目指した。だが敵機動部隊の情報はなく、連合艦隊は3月18日1800に「対米艦隊作戦第三法」の中止を発令した。

### 珊瑚海海戦
4月10日、帝国海軍戦時編制の改定がおこなわれる。駆逐艦「朧」と「秋雲」は第五航空戦隊から除籍された。「朧」は横須賀鎮守府警備駆逐艦となり、その後は横須賀を拠点に船団護衛任務に従事した。
「秋雲」は4月15日付で夕雲型駆逐艦3隻（夕雲、巻雲、風雲）の第10駆逐隊に編入されている。
一方、南雲機動部隊（第一航空艦隊）としてセイロン沖海戦に参加した第五航空戦隊は、ポートモレスビー作戦に参加すべく4月12日付で南洋部隊に編入され、南洋部隊指揮官井上成美中将（第四艦隊司令長官）の指揮を受けることになった。同時に、護衛部隊として第27駆逐隊（時雨、白露、有明、夕暮）が加わる。
本来、ポートモレスビー作戦には、内地で修理中の空母「加賀」（一航戦）が参加することになっていた。ところが南洋部隊（第四艦隊）と連合艦隊と協議した結果、「加賀」の派遣は取りやめとなる。南洋部隊は第二航空戦隊の派遣を希望するも、協議の結果、第五航空戦隊に差し替えられたという経緯がある。五航戦のポートモレスビー攻略作戦参加は、実戦経験の蓄積と戦力向上の意味合いがあったという。ＭＯ作戦開始時の五航戦搭載機は、「瑞鶴」艦戦 20・艦爆 22・艦攻 21・計63機、「翔鶴」艦戦 17・艦爆 21・艦攻 16・計54機、総計117機であった。
ドーリットル空襲にともなう警戒任務に従事したあとの五航戦は、本格的にポートモレスビー作戦に従事する。同年5月上旬、MO機動部隊として珊瑚海海戦を戦うが、日本側機動部隊の指揮官は先任の第五戦隊司令官高木武雄中将で、五航戦司令官原忠一少将は『機動部隊の航空戦の指揮を行う』という立場だった。本海戦でMO攻略部隊の空母「祥鳳」が沈没、MO機動部隊からは爆弾3発の直撃をうけた「翔鶴」が大破する。無傷だった「瑞鶴」も搭載航空機部隊の消耗は甚大だった。しかし最精鋭とみなされていた米軍機動部隊（レキシントン、ヨークタウン）と練度の劣っていた五航戦が互角に渡り合ったため、航空隊関係者に「日米空母の戦力差に大差あり」「一航戦・二航戦なら米空母など鎧袖一触」との慢心が生じ、やがて日本海軍全体に拡大した。また珊瑚海海戦は史上初の空母機動部隊同士の対決であり、貴重な戦訓が多々含まれていたが、一航艦・連合艦隊とも戦術的勝利に惑わされて事後の研究をおこなわなかった。
珊瑚海海戦に参加した空母のうち、五航戦（翔鶴、瑞鶴）はミッドウェー作戦における南雲機動部隊に、「祥鳳」は攻略部隊本隊に編入予定であった。だが珊瑚海海戦の結果速報から、攻略部隊主隊に2隻（空母瑞鳳、駆逐艦三日月）を編入、「瑞鶴」は機動部隊編入、「翔鶴」は北方部隊編入と定められる（連合艦隊機密第29番電）。北方部隊の空母2隻（翔鶴、隼鷹）はミッドウェー島占領後、同島進出用の戦闘機を輸送する任務を負っていた。
だが5月14日になり五航戦から各方面に詳細報告が入ると、五航戦2隻は次期作戦に投入できない事が判明する。このため「翔鶴」は北方部隊からのぞかれ、2隻とも第一機動部隊（指揮官：南雲長官）に編入されたものの、実際には内地に残留した。

### 解隊と再編
6月5日から7日のミッドウェー海戦で、第一航空艦隊は空母4隻（赤城、加賀、蒼龍、飛龍）を一挙に喪失した。日本海軍はアメリカ軍機動部隊がアリューシャン列島より来襲すると予期し、北方への戦力集結を開始する。
6月14日、「瑞鶴」と駆逐艦「浦風」（第17駆逐隊）は北方部隊編入を命じられ、秋月型駆逐艦「秋月」と吹雪型駆逐艦「朧」に護衛され柱島を出港、4隻（瑞鶴、浦風、秋月、朧）は大湊へ向った。北方方面で行動中の第五艦隊等と合流後、第一艦隊に所属していた軽空母「瑞鳳」が6月20日付で第五航空戦隊に編入された。
7月14日付で、日本海軍は第三艦隊を新編する（司令長官南雲忠一中将、参謀長草鹿龍之介少将）。第一航空戦隊は第三艦隊司令長官の直率部隊となり、旧第五航空戦隊（翔鶴、瑞鶴、瑞鳳）を中心として再建された。対空母航空決戦に徹するため、攻撃に専念する大型空母2隻と、警戒を主とする小型空母の組み合わせになった。
以上の艦隊再編にともない第五航空戦隊は解隊、原忠一少将は利根型重巡洋艦2隻（利根、筑摩）の第八戦隊司令官へ転任した。
7月22日、第五航空戦隊部残務整理事務所を設置する。8月15日、残務整理事務所は撤去された。

### 太平洋戦争後期
1944年（昭和19年）6月19日-20日のマリアナ沖海戦で日本海軍は大敗、第一機動艦隊の空母3隻（大鳳、翔鶴、飛鷹）と艦載航空隊の大部分を喪失した。軍令部第一部は空母部隊について第一航空戦隊（瑞鶴）、第二航空戦隊（隼鷹、龍鳳）、第三航空戦隊（千歳、千歳、瑞鳳）、第四航空戦隊（航空戦艦伊勢、航空戦艦日向）、第五航空戦隊（雲龍〈8月6日就役〉、天城〈8月10日就役〉）とする計画をたてる。第五航空戦隊は雲龍型航空母艦2隻（雲龍、天城）で再編予定だったが、諸事情により五航戦は編成されなかった。雲龍と天城は第一航空戦隊に編入され、8月上旬時点の一航戦は空母4隻（瑞鶴、龍鳳、雲龍、天城）となった。

## 編制
- 1941年（昭和16年）9月1日　新編（第一航空艦隊所属）
  - 春日丸[5]、翔鶴[43]
  - 朧[8]

- 1941年（昭和16年）9月25日
  - 翔鶴、瑞鶴
  - 朧

- 1941年（昭和16年）9月27日
  - 翔鶴、瑞鶴
  - 朧、秋雲[11]

- 1941年（昭和16年）12月10日　太平洋戦争開戦時の編制（第一航空艦隊所属）[150]
  - 翔鶴、瑞鶴
  - 秋雲、朧[注釈 19]

- 1942年（昭和17年）4月10日　第10戦隊新編時の編制（第一航空艦隊所属）[152]
  - 翔鶴、瑞鶴

- 1942年（昭和17年）4月18日〜5月11日（第四艦隊/南洋部隊として珊瑚海海戦参加時）
  - 翔鶴、瑞鶴
  - 第27駆逐隊（時雨、白露、有明、夕暮）は一時指揮下に入る[3]

- 1942年（昭和17年）5月8日[153]珊瑚海海戦時のＭＯ機動部隊
  - ＭＯ機動部隊
  - 本隊：指揮官高木武雄第五戦隊司令官
    - 第五戦隊[注釈 20]：司令官高木武雄中将[118]：妙高、羽黒
    - 第7駆逐隊第1小隊[注釈 21]：司令小西要人大佐：潮、曙
    - 第六戦隊第2小隊[158][注釈 22]：衣笠、古鷹

  - 航空部隊：指揮官原忠一第五航空戦隊司令官
    - 第五航空戦隊：司令官原忠一少将：瑞鶴、翔鶴
    - 第27駆逐隊：司令吉村真武大佐：時雨、白露、有明、夕暮

  - 補給部隊：東邦丸

- 1942年（昭和17年）7月1日時点[160]
  - 翔鶴、瑞鶴、瑞鳳（6月20日編入）[7]

- 1942年（昭和17年）7月14日　解隊

## 歴代司令官
- 原忠一少将：1941年（昭和16年）9月1日[36] - 1942年（昭和17年）7月14日[143]